# Ínion
O ínion é a projeção mais proeminente do osso occipital na região posteroinferior (traseira inferior) do Crânio humano. O ligamento nucal e o músculo trapézio conectam-se a ele.
O termo protuberância occipital externa (protuberantia occipitalis externa) é por vezes utilizado como sinônimo, mas o termo "ínion" refere-se mais precisamente ao ponto mais elevado da protuberância occipital externa.

## Etimologia
A palavra "inion" é a palavra grega para osso occipital. 

## Imagens Adicionais

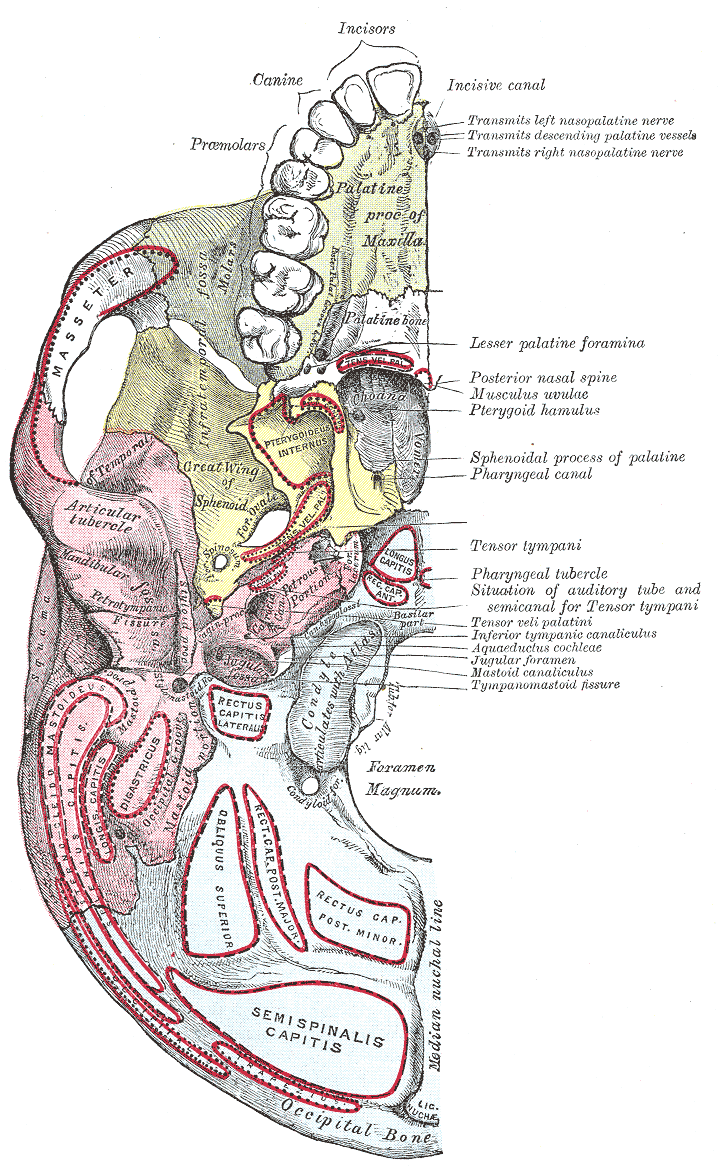
Base do crânio humano. Superfície interior.
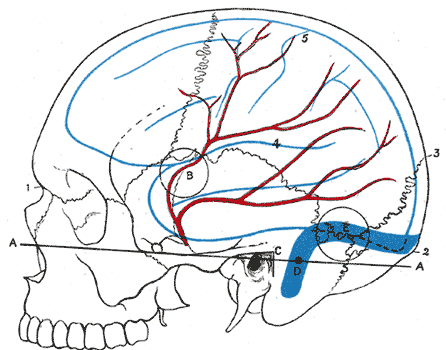
Relações do cérebro e da artéria meníngea média com a superfície do crânio humano.